# Provincia religiosa
La provincia religiosa è l'unità organizzativa territoriale di alcuni ordini e congregazioni della Chiesa cattolica, posta a un livello intermedio tra il vertice generale e le unità organizzative locali (abbazia, priorato, monastero o badia). 
Il capo di una provincia religiosa è detto superiore provinciale (spesso indicato semplicemente come provinciale), cui ci si riferisce con l'appellativo di "reverendissimo".
L'estensione di una provincia religiosa si basa sulla presenza di un dato ordine sul territorio e a volte su confini culturali o politici. Pertanto non necessariamente vi è corrispondenza tra provincia religiosa e provincia ecclesiastica, che è l'unità organizzativa del governo religioso di tipo secolare retta da un arcivescovo metropolita.